# Jalid ibn Yazid al-Shaybani
Jalid ibn Yazid al-Shaybani fue un general y gobernador árabe del califato abásida, activo en el segundo cuarto del siglo IX.
Jalid era un miembro  de la tribu Shayban, predominante en la región de Diyar Bakr en el del norte Jazira. Fue el tercer hijo de Yazid ibn Mazyad al-Shaybani, quién sirvió dos veces como gobernador árabe (ostikan) de Armenia. Jalid ocupó el mismo cargo en al menos cuatro ocasiones: en 813/814, 828–832, brevemente en 841 y otra vez con el califa al-Wathiq (r. 842–845).
Tras un breve primer mandato en Armenia, Jalidi fue nombrado en 822 brevemente gobernador de Egipto. Se trató de un intento por califa Mamun (813–833) de restablecer el control abasí sobre una provincia dividida entre facciones árabes rivales. A pesar de que tuvo el apoyo de la facción de Ali ibn Abd al-Aziz al-Jarawi, Jalid fue sobrepasado por la otra facción, encabezada por Ubayd Alá ibn al-Sari, y forzado a abandonar Egipto.
A pesar de que en su primer mandato en Armenia se mostró conciliador hacia la población cristiana nativa y los príncipes nakharar, su segundo mandato estuvo marcado por la brutal supresión de varias revueltas de magnates árabes locales y por la represión de la población cristiana. Como resultado, cuándo su nombramiento volvió a ser anunciado en 841, estalló una rebelión que forzó al califa a reclamarle de vuelta en la capital. No obstante, al-Wathiq asignó Armenia a Jalid de nuevo. Su último periodo en la provincia empezó con su llegada al frente de un ejército que aplastó cualquier oposición. Muera poco después en Dvin, donde fue enterrado. Fue sucedido por su hijo, Muhammad. Otro hijo suyo, Haytham ibn Jalid, gobernó en el baluarte familiar en Shirvan y fue el primero en autotitularse Shirvanshah.